# サリマ・ムカンサンガ
サリマ・ムカンサンガ（Salima Mukansanga、1988年7月25日）は、ルワンダ出身のサッカー審判員。
フランスで開催された2019 FIFA女子ワールドカップで主審を務めた。また、2022年に行われたアフリカネイションズカップ2021でも主審を務め、アフリカネイションズカップで審判を務めた最初の女性となった。
オリンピック、 FIFA女子ワールドカップ、アフリカ女子カップオブネイションズ、 CAF女子チャンピオンズリーグで審判を務めている。